# Charles Boland
Pour les articles homonymes, voir Boland (homonymie).
Charles Boland, né à Spa le 5 avril 1855 et mort après 1910, est un peintre belge.
Son champ pictural, couvre essentiellement la peinture d'animaux, la représentation de paysages, les scènes de genre et également les portraits.
Artiste sourd, il est également impliqué dans la défense de l'amélioration du sort des sourds-muets.

## Biographie

### Famille
Charles Hubert Denis Boland, né à Spa le 5 avril 1855, est le fils de Denis Joseph Boland (1831), commis négociant, et de Marie Catherine Henrard (1828).

### Formation
Charles Boland, à la suite d'un accident advenu alors qu'il est très jeune, perd l'ouïe et la parole. Il est étudiant à l'Académie royale des beaux-arts d'Anvers,. En 1878, il présente sa candidature pour le Prix de Rome belge en peinture, mais n'est pas retenu.

### Carrière
Charles Boland commence à participer aux expositions triennales belges au Salon d'Anvers de 1879, où il expose deux peintures animalières et une œuvre, en collaboration avec le peintre brugeois Edouard De Jans. Il rejoint le collectif artistique Als ik Kan fondé en 1883 et participe, notamment à leur exposition de mai 1884. Il y vend ses œuvres qui connaissent le succès.
Parallèlement à ses activités artistiques, Charles Boland s'implique dans la culture sourde belge. En 1883, il appelle à la contestation le monde de l'enseignement pour sourds de l'époque lors d'un discours qu'il prononce au troisième congrès international pour l'amélioration du sort des sourds-muets qui se tient à Bruxelles. Si la majorité des participants prône la méthode orale dans les établissements scolaire, l’artiste sourd anversois y est opposé et veut que les étudiants sourds puissent décider eux-mêmes de la méthode qu’ils souhaitent suivre. En outre, il critique la dominance paternaliste des entendants et des structures sociales. Charles Boland termine son discours en appelant à s'investir davantage les associations en mesure de contribuer au sentiment d’unité existant parmi les sourds. Il précise qu'il est avant tout partisan de la confraternité des sourds-muets, et désire les voir forts et unis dans les luttes de la vie.
Il réside à Anvers, à diverses adresses, jusqu'en 1903 au moins. Après 1903, il expose lors de manifestations artistiques moins officielles que les salons triennaux, comme en 1908, à Anvers, au salon Arte Caritas. Ensuite, établi à Rixensart, il sollicite l'ouverture, dans cette commune, d'un atelier pour sourds-muets, en septembre 1910, lors du congrès à Bruxelles. Les recherches dans la presse ne le mentionnent plus après cette date.

## Œuvre

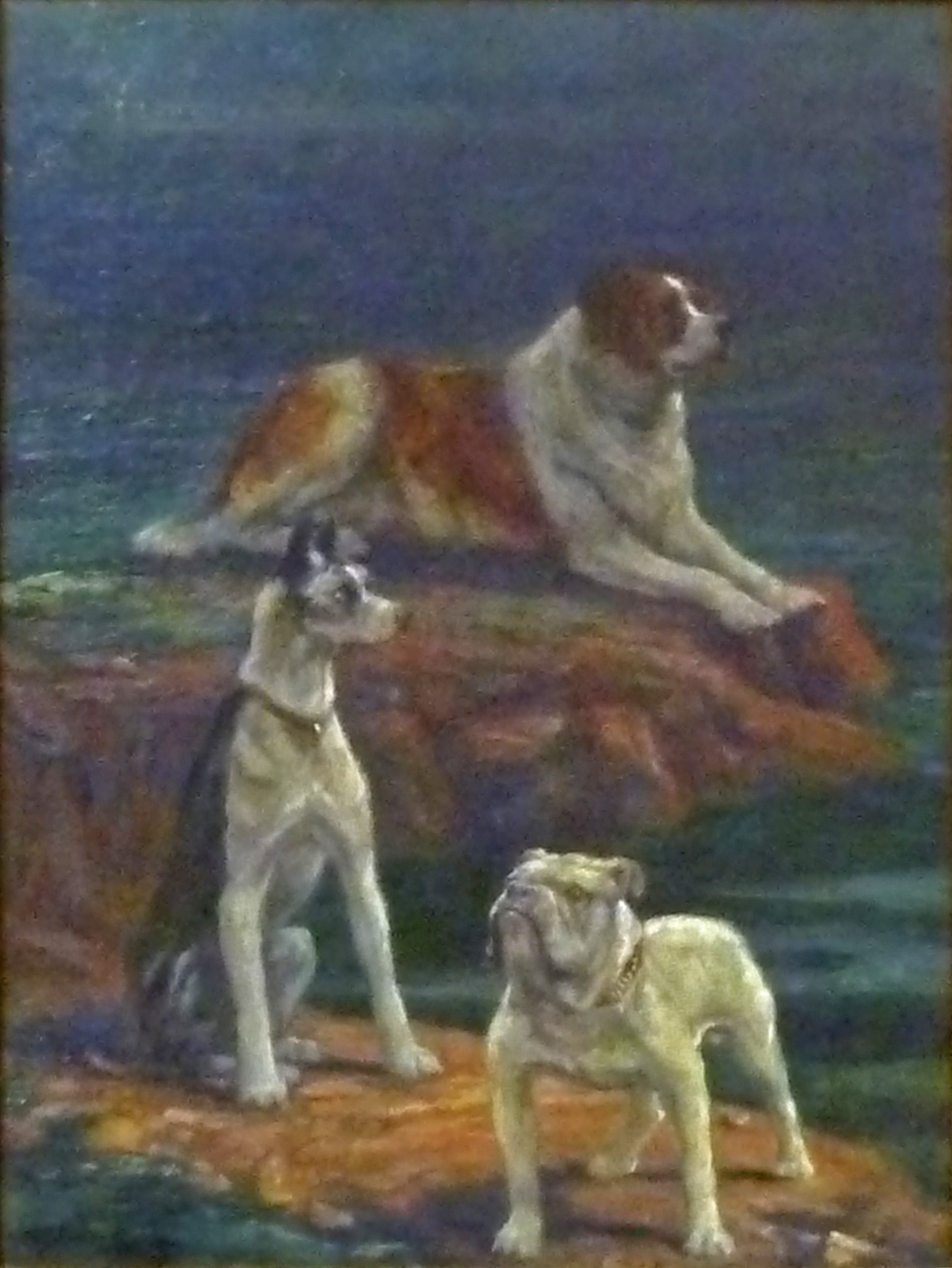
Charles Boland, Trois chiens, en mains privées.

### Caractéristiques
Charles Boland est spécialisé dans la peinture d'animaux (surtout des chiens), la représentation de paysages, les scènes de genre et également les portraits. Ses scènes de genre sont parfois teintées d'une vision humoristique. Ses représentations animalières sont spirituelles et vivantes.

### Expositions

#### Expositions triennales belges
- Salon d'Anvers de 1879 : Les sept péchés capitaux et Bureau de poste aérien ; en collaboration avec Edouard De Jans : En Méditation[4].
- Salon de Gand (XXXI) de 1880 : Animaux. L'âne et le cochon : Ésope et Épicure et Animaux. Les sept pêchés capitaux[10].
- Salon de Bruxelles de 1881 : L'Aurore[11].
- Salon de Gand (XXXII) de 1883 : Sur la berge et Solo de Melle Mirza[12].
- Salon de Bruxelles de 1884: À chacun son goût et son appétit[13].
- Salon de Gand (XXXIII) de 1886 : Les Petits clients, Dans les Polders de la Flandre[7].
- Salon d'Anvers de 1888 : Vaches dans les polders; Flandre et Les Critiques[14].
- Salon de Gand (XXXIV) de 1889 : Braconnant et Expansion[15].
- Salon d'Anvers de 1891 : Les Critiques[16].
- Salon de Gand (XXXV) de 1892 : Le Loup et l'agneau et Alma Parens[17].
- Salon de Bruxelles de 1893 : En Arrêt[18].
- Salon de Gand (XXXVI) de 1895 : Le Supplice de Tantale[19].
- Salon d'Anvers de 1898 : la Force prime le droit[20].
- Salon de Gand (XXXVII) de 1899 : En flagrant délit[21].
- Salon de Bruxelles de 1900 : Sorti ![22].
- Salon de Bruxelles de 1903 : Vieilles connaissances et La Maison hospitalière[23].

#### Autres expositions en Belgique
- Exposition du cercle Als ik Kan (I), Anvers, en mai 1884 : Ieder in zijn geest (Chacun dans sa tête, représentant un chien et un perroquet)[5].
- Exposition de Als ik Kan (III) en août 1884 : Chien et fleurs et Trois philosophes[24].
- Exposition du cercle Als ik Kan (V), mai 1885 : Tom et Portrait de chien[25].
- Exposition de Als ik Kan (VI) en octobre 1885 : portraits de chiens[26].
- Exposition de Als ik Kan (VII) en décembre 1885 : Une ruelle à Castel et Entrée d'une ferme[27].
- Exposition exclusive de Charles Boland, salle Verlat à Anvers, du 7 au 16 mai 1898[28].
- Cercle artistique et littéraire en 1904, à l'occasion du 10e anniversaire de la Société des sourds et muets[3].
- Salon Arte Caritas à Anvers en 1908[8].

#### Expositions européennes
- Exposition universelle de 1894 à Anvers[29].